# Aursunden
Aursunden er en sø i Røros kommune i Trøndelag fylke i Norge. Søen ligger 690 moh. og har et areal på 46 km². Aursunden danner udgangspunktet for Norges lægste flod Glåma/Glomma, og er Norges 23. største sø. Søen er reguleret, og har en kraftstation ved udløbet til Glåma ved Kuråsfossen. Kuråsfoss kraftverk ejes og drives af Røros E-verk, som er ejet af Røros kommune.
Oprindelsen til navnet på søen er omstridt, men endelsen på ordet, -unden skal have tilknytning til det engelske ord «pound», som betyder sø. En mulighed kan være at før reguleringen var der mange ører, altså halvøer som stak ut i søen, deraf aur.
Fiskebestanden i Aursunden er varieret, med en tung overvægt af helt som blev sat ud i begyndelsen af 1900-tallet. Ørred, fjeldørred, stalling, aborre, knude og Elritse findes også.
Brekken og Glåmos er de to største byer omkring søen, og derudover er der en række bebyggelser.
Søen har tidligere været trafikeret af transportbåde, med varierende succes. Aursunden III var den sidste og den sejlede med turister.
Nord for Aursunden ved Sakrisvolden findes det eneste sted i Norden hvor blomsten Sibirisk Asters (Eurybia sibirica) vokser. Tidligere har den vokset hele vejen omkring Aursunden, men på da denne plante vokser i strandzonen, så forsvandt den med reguleringen af søen. Den var i færd med forsvinde helt, men ildsjæle redede de sidste.
Bygden Aursunden har tilsammen ca. 55 husstande og ligger mellem Brekken og Glåmos på nordsiden af søen.